# Colle San Magno
Colle San Magno (Gliò Colle, in dialetto collacciano) è un comune italiano di 612 abitanti della provincia di Frosinone nel Lazio, situato a 45 km a sud-est di Frosinone.

## Geografia fisica

### Territorio
Il paese si trova a 540 m s.l.m., sulla sommità di una collina che si sviluppa sulle pendici occidentali del Massiccio del Monte Cairo, in posizione dominante sulla sottostante Valle del Liri.
Nel territorio comunale, interamente collinare e montuoso, oltre alle pendici del Monte Cairo e del Monte Castrocielo, si trova la vetta del Monte Obachelle, seconda vetta del Massiccio del Monte Cairo, dove origina anche il ruscello Le forme d'Acquino.

### Clima
Classificazione climatica: zona E, 2103 GR/G.
Data la sua posizione, Colle San Magno, gode di un clima relativamente fresco d'estate con frequenti temporali ad evoluzione diurna e rigido in inverno. Rare sono comunque le nevicate anche se talora possono arrivare con accumuli importanti (80 cm nel corso del 2012, 10–20 cm la media annuale). La bassa umidità dell'aria rendono in ogni stagione il clima più salubre anche quando la temperatura scende di 3 o 4 gradi al di sotto dello zero.

## Storia
Colle San Magno, il cui nome si riferisce a Magno di Anagni, santo e martire della chiesa, cui si attribuisce la diffusione del Cristianesimo del Lazio meridionale, fu fondato nell'XI secolo da un gruppo di abitanti di "Castrum Coeli",  castello costruito sul Monte asprano’’ 
Nel V secolo a.c. Colle San Magno venne attaccato ferocemente da una falange di guerrieri volsci pagando pesanti perdite in termini di vite umane, diverse donne furono rapite e stuprate ed è per questo che l'episodio viene ricordato ancora oggi come Il Ratto di Varciosa.
Gli accadimenti legati a questo orribile evento vengono ancora oggi ricordati ogni 15 di Marzo
Possedimento dei Marchesi D'Avalos, nel XVI secolo venne acquistata dal duca Giacomo Boncompagni, entrando così a far parte del ducato di Sora, finché nel 1796 rientrò nel Regno di Napoli per volontà di Ferdinando I delle Due Sicilie.

## Monumenti e luoghi d'interesse

### Architetture religiose
- Chiesa di Santa Maria Assunta in Cielo
- Chiesa di San Magno Vescovo e Martire
- Chiesa di Santa Croce

### Architetture militari
- Castello medioevale

### Aree naturali
- Bosco di lecci sul monte Cairo

### Altro
- Vecchie miniere di asfalto
- Borgo medioevale di Cantalupo
- Trullo della Bersagliera intitolato a Jarno Trulli

## Società

### Evoluzione demografica
Abitanti censiti

### Religione
La popolazione professa per la maggior parte la religione cattolica nell'ambito della diocesi di Sora-Cassino-Aquino-Pontecorvo

### Etnie e minoranze straniere
Secondo i dati ISTAT al 31 dicembre 2013 la popolazione straniera residente era di 18 persone.

### Tradizioni e folclore
- Il lunedì dell'Angelo a Colle S. Magno
- Festa di San Magno, ad agosto

## Cultura
Colle San Magno, anche se non ne viene citato il nome, è presente in diverse canzoni del gruppo di musica popolare M.B.L., come "Canto di primavera" e "Il brigante Colamatteo".
Inoltre, a Colle San Magno è ambientato "Sotto l'ombra del Tricolore" (Artestampa Editore) di Antonio Valerio Fontana,  del 2014, dove, seppur in secondo piano, vengono descritte le tradizioni e la cultura del paese tra le due guerre mondiali, attraverso le avventure dei protagonisti.

### Istruzione

#### Musei
Museo vivo della memoria
Nel 2014 è stato inaugurato il Museo vivo della memoria per condividere i ricordi degli eventi bellici avvenuti nella zona durante la seconda guerra mondiale e per comunicare alle nuove generazioni gli orrori e la tragedia della guerra.

## Economia
Di seguito la tabella storica elaborata dall'Istat a tema Unità locali, intesa come numero di imprese attive, ed addetti, intesi come numero di addetti delle imprese locali attive (valori medi annui).
|                 | 2015                  |                              |                            |                |                       |                     | 2014                  |                | 2013                  |                |
| --------------- | --------------------- | ---------------------------- | -------------------------- | -------------- | --------------------- | ------------------- | --------------------- | -------------- | --------------------- | -------------- |
|                 | Numero imprese attive | % Provinciale Imprese attive | % Regionale Imprese attive | Numero addetti | % Provinciale Addetti | % Regionale Addetti | Numero imprese attive | Numero addetti | Numero imprese attive | Numero addetti |
| Colle San Magno | 22                    | 0,07%                        | 0,005%                     | 27             | 0,03%                 | 0,002%              | 23                    | 28             | 23                    | 25             |
| Frosinone       | 33.605                |                              | 7,38%                      | 106.578        |                       | 6,92%               | 34.015                | 107.546        | 35.081                | 111.529        |
| Lazio           | 455.591               |                              |                            | 1.539.359      |                       |                     | 457.686               | 1.510.459      | 464.094               | 1.525.471      |

Nel 2015 le 22 imprese operanti nel territorio comunale, che rappresentavano lo 0,07% del totale provinciale (33.605 imprese attive), hanno occupato 27 addetti, lo 0,03% del dato provinciale; in media, ogni impresa nel 2015 ha occupato un addetto (1,23).

## Amministrazione
Nel 1927, a seguito del riordino delle circoscrizioni provinciali stabilito dal regio decreto n. 1 del 2 gennaio 1927, per volontà del governo fascista, quando venne istituita la provincia di Frosinone, Colle San Magno passò dalla provincia di Caserta a quella di Frosinone.

### Altre informazioni amministrative
- Fa parte della Comunità montana Valle del Liri.

- L'amministrazione comunale partecipa all'Unione di comuni denominata Unione Cinque Città.[7]